# Belo Campo
Belo Campo é um município brasileiro do estado da Bahia. Sua população estimada em 2021 era de 17 013 habitantes, segundo o IBGE. Localiza-se na região do centro-sul baiano, mais precisamente na região de Vitória da Conquista. Sendo um dos 24 municípios integrantes do Território de Identidade Sudoeste Baiano proposto pela Superintendência de Estudos Econômicos e Sociais da Bahia. 
Está situada a uma altitude de 820 metros e a cerca de 300 km do mar.
Sua vegetação e seu clima são típicos de caatinga, possui um inverno não tão rigoroso, e um verão escaldante, devido à sua localização.

## Geografia
O município está localizado em um planalto. O relevo apresenta condições que favorecem o desenvolvimento agropecuário, permitindo uma alta mecanização agrícola, com quase 100% de possibilidade. Além disso, o planalto proporciona fácil acesso a todas as partes do município. Devido às condições climáticas, não existem córregos e riachos perenes na região, sendo que a maior parte do tempo seus leitos estão secos. Em relação aos biomas presentes, o município de Belo Campo abrange duas importantes formações vegetais. O bioma predominante é a caatinga e também é possível encontrar trechos de Mata Atlântica.

## Demografia
No censo realizado em 2010, o município contava com uma população de 16 021 pessoas. A densidade demográfica do município, calculada a partir dos dados de 2010, era de aproximadamente 25,47 habitantes por quilômetro quadrado. No entanto, estimativas recentes apontam um aumento populacional, com uma estimativa de 17 013 habitantes em 2021.

## Economia
Em 2017, o município registrou um total de receitas realizadas no valor de R$  43.220,36 (×1000), representando a arrecadação de recursos pelo município. No entanto, as despesas empenhadas no mesmo ano foram de R$ 44.273,04 (×1000). Em 2020, o Produto Interno Bruto (PIB) per capita de Belo Campo foi de R$ 9.077,74 (×1000).

### Trabalho e Rendimento
Em 2010, 50,9% da população de Belo Campo possuía um rendimento nominal mensal per capita de até 1/2 salário mínimo. No mesmo ano, o número de pessoas ocupadas em Belo Campo era de 1.068, representando uma parte da população economicamente ativa. Em 2020, a taxa de ocupação foi de 6,2%. Também em 2020, o salário médio mensal dos trabalhadores formais foi de 1,7 salários mínimos.

## Infraestrutura

### Educação
Em 2010, a taxa de escolarização de crianças de 6 a 14 anos de idade era de 95,2%. Em relação ao Índice de Desenvolvimento da Educação Básica (IDEB), em 2021, os anos iniciais do ensino fundamental (rede pública) alcançaram uma média de 5,2. Já os anos finais do ensino fundamental (rede pública) apresentaram uma média de 4,3. No mesmo ano, foram registradas 2.627 matrículas no ensino fundamental e 530 matrículas no ensino médio. Quanto o número de docentes, em 2021, foram contabilizados 158 professores no ensino fundamental e 30 professores no ensino médio. Em relação à infraestrutura escolar, no ano de 2021 possuía 35 estabelecimentos de ensino fundamental e 1 estabelecimento de ensino médio.

### Saúde
Em 2009, Belo Campo contava com 10 estabelecimentos de saúde do Sistema Único de Saúde (SUS). Em 2020, a taxa de mortalidade infantil foi de 31,96 óbitos por mil nascidos vivos.

## Legislação política/administrativa
Lei de Criação: Lei Estadual Nº. 1.623
Data: 22 de fevereiro de 1962 - Diário Oficial: 23 de fevereiro de 1962
Lei Vigente: nº 1.623
Município de Origem: Vitória da Conquista
Topônimo Anterior: Chapada das Cacimbas
Limites: Anagé, Tremedal, Caraíbas, Cândido Sales, Vitória da Conquista

## Indicadores geográficos
Área: 772,757 km².

## Organização Político-Administrativa
O Município de Belo Campo possui uma estrutura político-administrativa composta pelo Poder Executivo, chefiado por um Prefeito eleito por sufrágio universal, o qual é auxiliado diretamente por secretários municipais nomeados por ele, e pelo Poder Legislativo, institucionalizado pela Câmara Municipal de Belo Campo, órgão colegiado de representação dos munícipes que é composto por vereadores também eleitos por sufrágio universal.

### Atuais autoridades municipais de Belo Campo
- Prefeito: José Henrique Silva Tigre "Quinho" - PSD (2021/-)
- Vice-prefeito: Nelson Santos Sousa - PC do B (2021/-)[13]